# Mauro Laurenti
Mauro Laurenti (Roma, Italia, 2 de julio de 1957) es un dibujante de cómic italiano.

## Biografía
Tras graduarse en la Academia de Bellas Artes, empezó a trabajar para el estudio Leonetti y a colaborar con Renzo Barbieri para Donna Blu. Posteriormente, dibujó para revistas de la editorial Acme como Splatter, Mostri y Torpedo. También colaboró con el estudio de animación de Vito Lo Russo, realizando un guion gráfico de Zagor. Gracias a ello, entró en contacto con la editorial de esta historieta, la Bonelli, para la que ha dibujado, además de Zagor, episodios de Dampyr y de Tex.